# Arii Matamoe
Arii Matamoe, còn có tên khác là Sự chấm dứt của hoàng gia (tiếng Pháp: La Fin royale) là một bức tranh sơn dầu trên vải do họa sĩ người Pháp Paul Gauguin vẽ năm 1892 trong chuyến thăm đầu tiên của ông đến Tahiti. Bức tranh mô tả cái đầu bị cắt đứt của một người đàn ông đặt trên gối, trưng bày trước những người đưa tang. Mặc dù nó không mô tả một nghi thức tang lễ phổ biến hoặc đương đại của người Tahiti, bức tranh này dường như được lấy cảm hứng từ cái chết của Pōmare V vào năm 1891 ngay sau khi Gauguin đến quốc đảo này. Một người phụ trách bảo tàng J. Paul Getty cho rằng Gauguin có khả năng là muốn tạo ra một tác phẩm có tính "gây sốc cho người Paris" khi ông quay trở lại Paris sau chuyến thám hiểm của mình.

## Nguồn gốc và mô tả

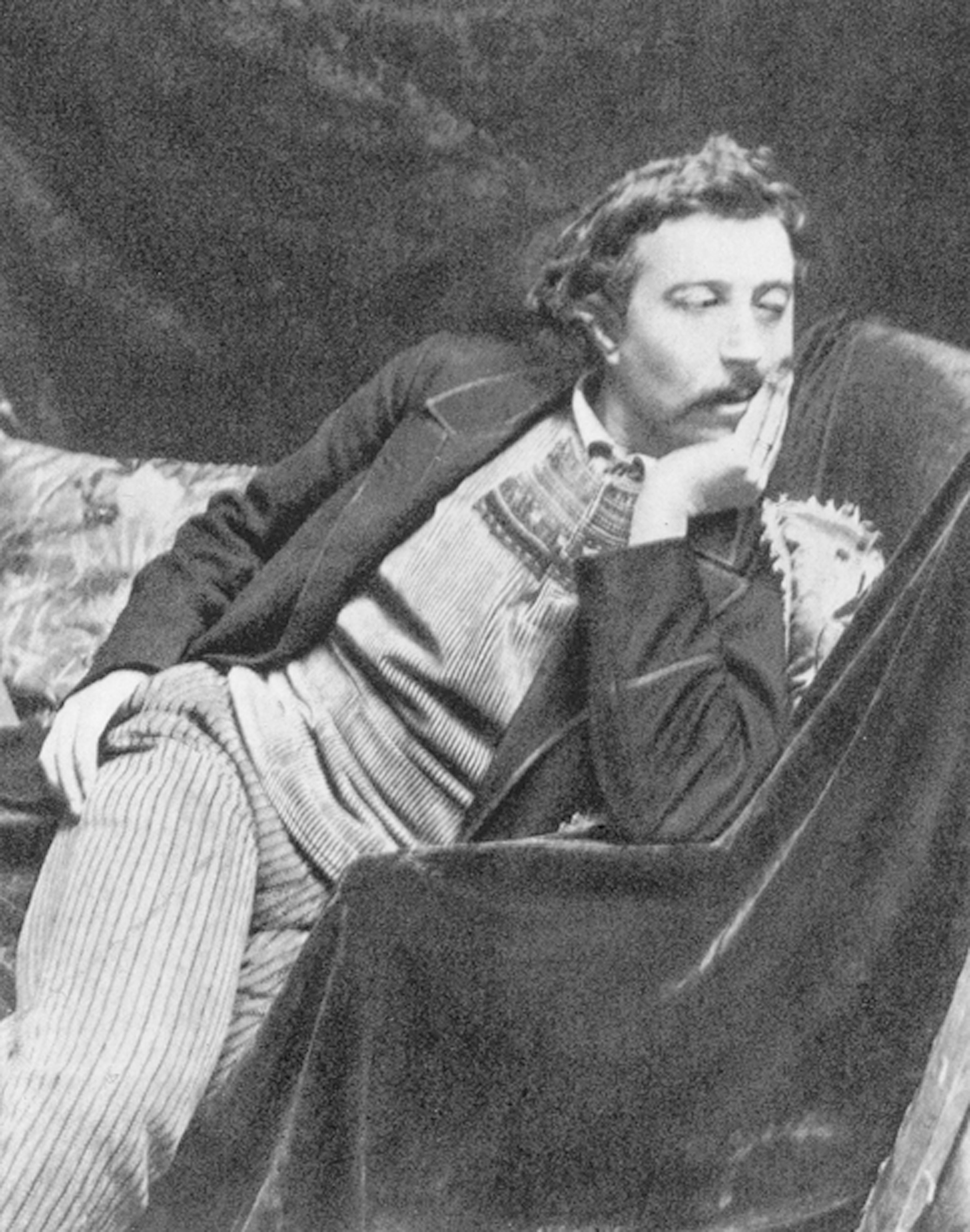
Paul Gauguin, khoảng năm 1891